# Altenesch (Adelsgeschlecht)

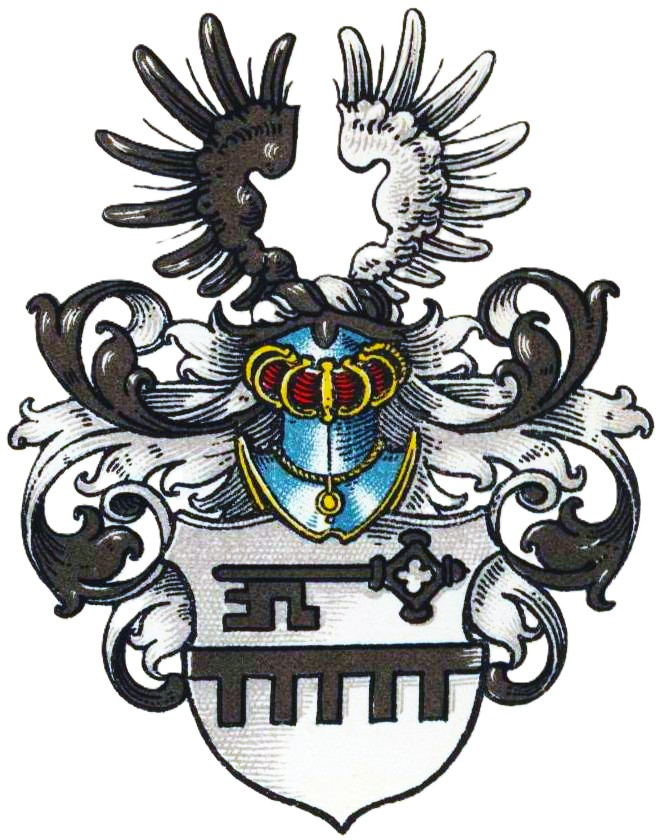
Wappen derer von Oldenesch im Wappenbuch des Westfälischen Adels

Altenesch (auch: Oldenesch, Oldenesche, Oldenesche genannt Moyleke o. ä.) ist der Name eines erloschenen niedersächsischen Adelsgeschlechts.
Die Familie ist zu unterscheiden von den wappenverschiedenen und daher wohl nichtstammverwandten Alten-/Oldenesch genannt Nutzhorn.

## Geschichte
Das Geschlecht stammt aus dem namensgebenden Ort Altenesch im Erzstift Bremen. Später war es auch in der Grafschaft Diepholz und dem Niederstift Münster ansässig. Die Familie stellte Ministerialen für die Grafen von Oldenburg.
Ritter Meinhard von Altenesch (Meynardus miles dictus de Oldenesche) (urkundlich 1259–1292) verkaufte 1281 in Beisein von Graf Otto II. von Oldenburg dem Kloster Lilienthal ein Viertel in Trupe mit Vogtei und Zehnt. 1292 war derselbe Urkundenzeuge für den Grafen. Es folgen Ritter Dietrich von Altenesch und Knappe Meinhard von Altensch (Thidericus de Oldenesche milites [...] Meynardus de Oldensche [...] famuli) ebenfalls als Zeugen für das Oldenburger Grafenhaus. Am 3. April 1333 verkauften Ritter Dietrich von Altenesch und seine Söhne, die Knappen Heinrich genannt Moyleke und Meynhard, einem Bremer Bürger zwei Teile eines Viertels in Ware (Bremen). Der restliche dritte Teil dieses Viertels gehörte dem Kloster Lilienthal. Neben den Verkäufern traten u. a. auch ein Meinhard von Altenesch, Sohn des Knappen Meinhard von Altenesch, und ein Meinhard von Altenesch, Sohn des Knappen Otto von Altenesch, als Zeugen auf. Nur wenige Tage später, am 23. Juni 1333, traten die Grafen Johann und Konrad von Oldenburg ihren Ministerialen Robert von Altenesch, Sohn von Meinhard von Altenesch dem Jüngeren, im Tausch gegen einen anderen Ministerialen an Erzbischof Burchard von Bremen ab. Welcher der genannten Meinharde am 13. Januar 1337 ein Lehnrevers für den Edelvogt von dem Berge wegen eines halben Zehnten zu Luttejkenhonstede im Kirchspiel Harpenstede ausstellte, ist nicht bekannt.
Am 24. November 1358 stiftete der Knappe Meinhard von Altenesch, Sohn des bereits verstorbenen Heinrich von Altenesch genannt Moyleke, vor den Grafen Christian (II.) dem Jüngeren von Oldenburg-Delmenhorst (1335–1367) und Otto III. von Oldenburg-Delmenhorst (um 1337–1374) und deren Burgmannen zu Meinhards und dessen Mutter Seelenheil eine Rente in der Kirche von Schönemoor. 1374 wurden Meynhard van Oldenesche de eldere und Otto van Oldenesche als Zeugen urkundlich erwähnt. Der Knappe Meynerd van Oldenesche und seine Frau Sophia (Fye) kauften 1383 eine Wische. Die Kaufurkunde wurde von Junker Christian Graf zu Oldenburg ausgestellt. Sicher derselbe Meinhard von Altenesch verkaufte 1384 ein Viertel Land zu Slute als freies Gut. Diese Urkunde wurde von Otto IV. von Oldenburg-Delmenhorst (1367–1418) ausgestellt. Vermutlich derselbe Meinhard ist 1386 auch Siegelzeuge einer Freckenhorster Urkunde. 1391 verkauften Meynert von Altenesch, seine Tochter Else (Elzeke) und Otto von Altenesch genannt Meuleke, ihr halbes Land bei dem Gut Meulekes in Altenesch. 1400 verzichtet Knappe Meynard von Oldenesche auf alle Ansprüche an einem Gut to der Wisch zwischen dem Gronlande und dem Sturstegen. 1460 war der o. g. Otto von Altenesch genannt Moyleke verstorben. Seine Söhne, Moilelce van dene Oldenesche, hier Moyleke als Vorname, und Dyderik van Oldenesche einigten sich über die Verteilung des väterlichen Erbes.
Wenig später scheinen die Altenesch ausgestorben zu sein. Jedenfalls führten die einige Jahrzehnte später, d. h. ab 1511 auftretenden van den Oldenesche (genannt von Nutzhorn) ein anderes Wappen (Schwan), was für einen anderen Familienstamm spricht. Aus Letzterem gingen die von Nutzhorn, benannt nach Nutzhorn, einem Ort in Ganderkesee, hervor, deren Wappen nach ihrem Aussterben wiederum in dem Wappen derer von Münnich aufging.

## Wappen
Blasonierung: In Silber ein balkenweis gestellter schwarzer fünflatziger Turnierkragen, darüber ein ebenfalls balkenweis gestellter schwarzer Schlüssel mit dem Bart unten rechts. Auf dem schwarz-silbern bewulsteten Helm mit schwarz-silbernen Helmdecken ein offener Flug, der rechte Flügel schwarz, der linke silbern.